# Ion Fury
Ion Fury (anteriormente llamado Ion Maiden) es un videojuego de disparos en primera persona desarrollado por Voidpoint y publicado por 3D Realms. Es una precuela del videojuego Bombshell Ion Fury corre en una versión modificada del motor Build de Ken Silvermany. Es el primer videojuego comercial original en utilizar el motor en 19 años, el previo siendo World War II GI.

## Trama
En Ion Fury, el jugador asume el rol de Shelly "Bombshell" Harrison, una desactivadora de bombas profesional alineada a la Fuerza de Defensa Global. El Dr. Jadus Heskel, un líder de culto transhumanista, desata un ejército de soldados ciberneticamente mejorados en la futuristica ciudad de Neo D.C., la cual Shelly es encargada de liberar peleando a través de ella.

## Desarrollo
Ion Fury está construido en Eduke32, una bifurcación del motor Build que soporta sistemas operativos modernos mientras también implementa un amplio rango de características.